# Niko Galešić
Niko Galešić (* 26. März 2001 in Berlin) ist ein deutsch-kroatischer Fußballspieler, der bei Dinamo Zagreb unter Vertrag steht und auf der Position des Innenverteidigers spielt.

## Karriere

### Vereinskarriere
Galešić spielte in seiner Jugend zunächst beim LFC Berlin und wechselte 2011 in die Jugendabteilung von Hertha BSC. 2019 zog er nach Kroatien zum HNK Rijeka.
Ab 2020 spielte er regelmäßig in der Profimannschaft von Rijeka. In der Rückrunde der Saison 2021/22 wurde er an NK Hrvatski dragovoljac verliehen. Anfang 2025 unterschrieb er beim kroatischen Serienmeister Dinamo Zagreb, für den er im Frühjahr 2025 seine ersten Einsätze absolvierte.

### Nationalmannschaft
Der in Deutschland geborene Galešić entschied sich für den kroatischen Fußballverband und durchlief mehrere Jugendnationalteams. Er absolvierte fünf Spiele (ein Tor) für die U19, vier für die U20 und zwei für die U21 Kroatiens.

### Spielweise
Galešić gilt als zweikampfstarker Innenverteidiger mit guter Technik, so spielte er in der Jugend im defensiven Mittelfeld und als auch als Spielmacher.